# Era de ouro das histórias em quadrinhos americanas
A Era de Ouro das histórias em quadrinhos americanas  (em Portugal, banda desenhada) foi um período na história dos quadrinhos dos Estados Unidos, geralmente situado entre 1938 e meados dos anos 50 do século XX, durante o qual o estilo obteve grande popularidade. Nesse período não apenas foi inventado e definido o gênero dos super-heróis, com a estréia de alguns personagens mais conhecidos do gênero, como também foi criado o formato "comic book". Embora os quadrinhos já existissem no país antes de 1938, sua publicação se dava majoritariamente no formato de tiras de jornal.
A Era se inicia em 1938, com o lançamento do Superman na primeira edição da revista Action Comics da National Periodical Publications. O sucesso de Superman faz com que surjam vários outros super-heróis. A Era de ouro terminou abruptamente em 1954, com a criação de uma entidade reguladora das revistas em quadrinhos, o Comics Code Authority. Com isso várias editoras decretam falência.

## Origem do termo
O primeiro uso registrado do termo "Golden Age" ["Era de Ouro"] foi de Richard A. Lupoff no artigo, "Re-Birth", publicado na primeira edição da fanzine Comic Art em abril de 1960.

## História

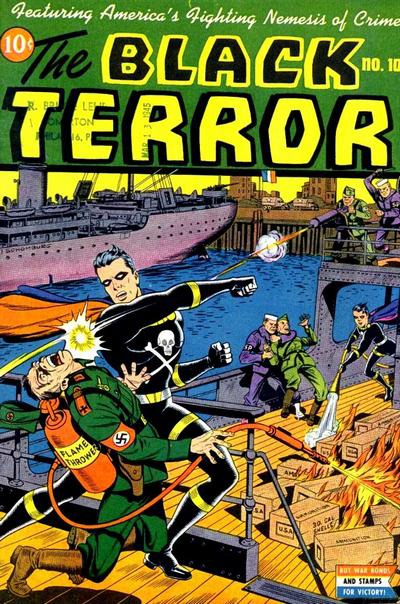
Exemplo de história em quadrinhos ambientada na Segunda Guerra Mundial - Black Terror #10

Os fãs de histórias em quadrinhos concordam que a Era de Ouro começou em 1938 com o surgimento do Super-Homem na revista Action Comics número 1, publicada pela DC Comics, sendo período anterior conhecido como Era de Platina, período em que surgiram as tiras de aventura, que influenciaram a criação dos super-heróis. 
Super-Homem, o primeiro super-herói das histórias em quadrinhos, foi tão popular que logo o gênero passou a dominar as páginas das revistas e, nos meses seguintes, a DC surgiria com Aquaman, Gavião Negro, Lanterna Verde, Flash ou Joel Ciclone como era conhecido no Brasil, Mulher Maravilha, Batman e Robin.
O formato "comic book", usado nas revistas em quadrinhos, foi criado por Max Gaines, e usado pela primeira vez na forma de brindes que vinham com a compra de produtos da empresa Procter & Gamble. O conteúdo era composto apenas de reimpressões de histórias já publicadas em jornais. A revista vendida nas bancas, foi publicada em fevereiro de 1934 e é intitulada Famous Funnies, por iniciativa da  Dell Comics. Possuía 100 páginas, custava 10 centavos e trazia tiras publicadas originalmente em jornais, entre elas, Joe Palooka e Mutt e Jeff. O sucesso da primeira revista levou à criação de novas editoras especializadas neste formato. Em 1938, uma delas, chamada National Allied Publications, decidiu lançar uma nova revista chamada Action Comics em que aparece pela primeira vez um super-herói, ou seja, Superman, criado por Joe Shuster e Jerry Siegel . Este projeto já havia sido submetido a várias editoras, mas fora recusado. É graças ao convencimento de Max Gaines, que os executivos da National Allied Publications, Donenfeld e Liebowitz, publicam o personagem. O sucesso imediato e rápido de Superman fez com que o personagem fosse copiado. Victor Fox, dono da Fox Feature Syndicate, pede a Will Eisner para criar um super-herói como o Superman. É lançado Wonder Man mas, logo em seguida, a Fox é processada pela National. O testemunho de Will Eisner deixa claro que o personagem era realmente um plágio. Isso não impede a proliferação de editoras como a Charlton, Timely, Lev Gleason , etc, e super-heróis de todos os tipos. Em junho de 1940 é publicada a primeira história de The Spirit, de Will Eisner, em um suplemento de 16 páginas distribuído em vários jornais, através de um syndicate. Refira-se que a Segunda Guerra Mundial teve uma forte influência sobre a banda desenhada da época. O super-herói, tornou-se extremamente popular e uma vitória de propaganda política do bem contra o mal. Não era raro ver a heróis lutando contra as forças do Eixo. Várias capas traziam  Adolf Hitler e caricaturas de japoneses.
A partir da reformulação de vários super-heróis da era dourada, iniciada no fim dos anos 50 e no início dos anos 60 pelas Editora DC Comics e Marvel, que relançaram o Flash, o Lanterna Verde, o Gavião Negro, Capitão América, Namor, Tocha Humana Original e Ka-Zar, por exemplo, foi iniciada um novo período de sucesso que foi chamado de Era de Prata.

## Fim da Era

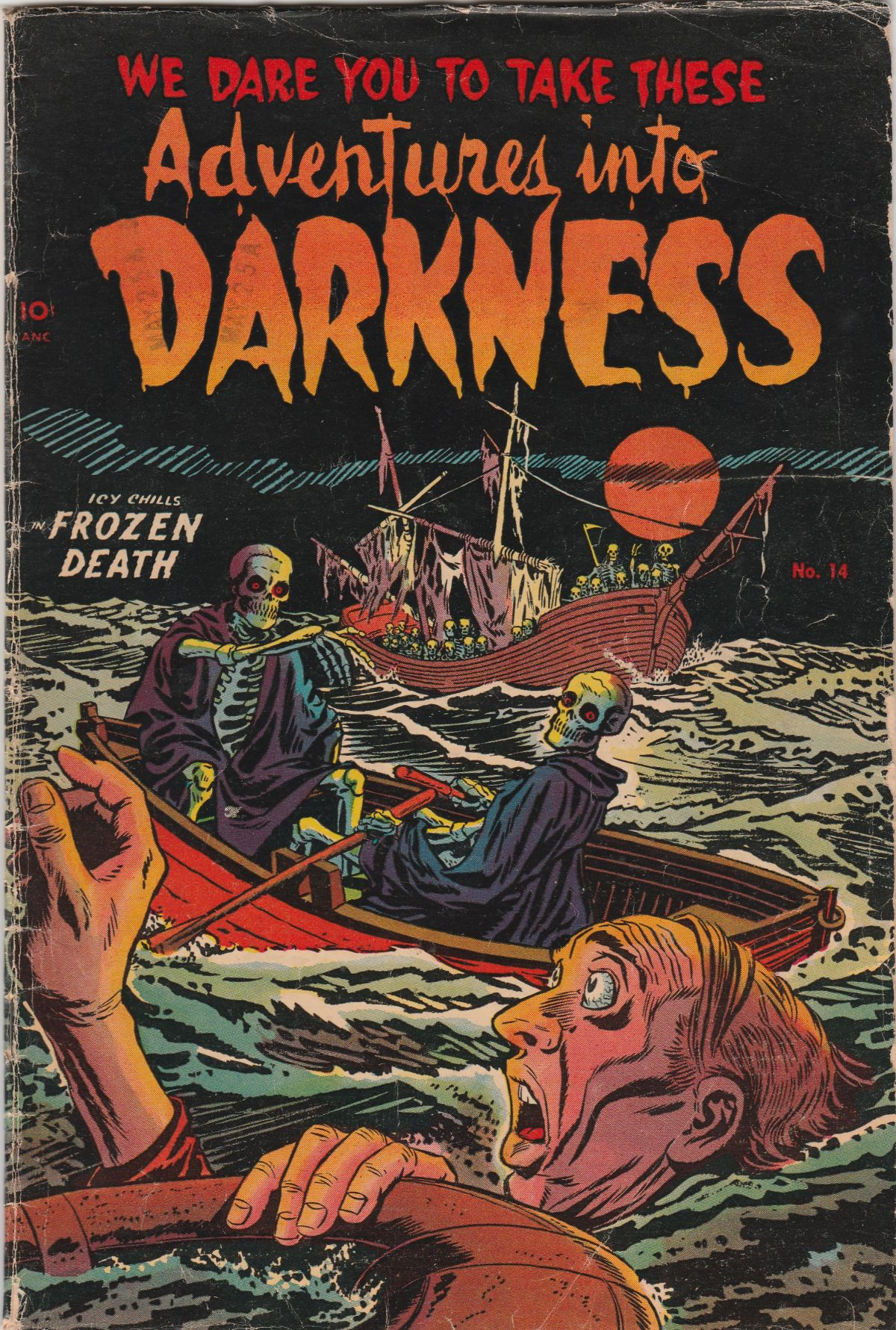
Exemplo de revista de terror da Era de Ouro - Adventures Into Darkness #14

Há alguma controvérsia sobre quando a Era de ouro termina. Alguns eventos nos dão algumas orientações como:
- A chegada das banda desenhadas de terror, como as da EC Comics, lançadas no final da década de 1940.[6]
- Em 1950. Para a Timely Comics, a Era de Ouro terminou com o cancelamento da série Captain America Comics, no número 75 (fevereiro de 1950). O título principal da editora, Marvel Mystery Comics, também foi substituído (n º 92, em junho de 1949) para se tornar Marvel Tales # 93.[12]
- Em 1951. A Sociedade da Justiça da América publicada em  All Star Comics deixa de circular (na edição 58, a revista mudou seu nome para All-Star Western).[13] Este evento confirma o declínio da popularidade dos super-heróis, que começou no final da Segunda Guerra Mundial.[3]
- Em 1954. A publicação do livro Seduction of the Innocent do Dr. Fredric Wertham. Argumentando que a banda desenhada (comics de super-heróis, especialmente, terror e crime) promoveria a delinquência entre os jovens leitores, ele recebe uma grande resposta por parte dos pais, e cria um clima desfavorável para as revistas.[14] Em resposta, os editores organizam o Comics Code Authority, que passa a controlar as revistas a partir de um código muito rigoroso de moralidade, caso contrário, ficariam sem distribuição.[3] Alguns pesquisadores chamam esse período de interregno ou "Era atômica" (1946-1955).[15]